# 일본의 텔레비전 드라마 목록/ㄷ
일본의 텔레비전 드라마 목록 (ㄷ)에서는 ㄷ으로 시작되는 제목의 일본의 드라마를 서술한다.

## 다
- 다크 시스템 사랑의 왕좌 결정전
- 닥터-X~외과의·다이몬 미치코~
- 단 하나의 사랑
- 달력상으로는 디셈버
- 달의 연인: 문 러버스

## 더
- 더 퀴즈 쇼
- 데릴사위 (드라마)
- 데부센
- 데스노트
- 데이트~사랑이란 어떤 것일까~

## 도
- 도망자 (2004년 드라마)
- 도망치는 건 부끄럽지만 도움이 된다
- 도쿄 DOGS
- 도쿄 러브 스토리
- 도쿄 에어포트~도쿄 공항 관제 보안부~
- 도쿄 전력 소녀
- 도쿄 타워 (2007년 드라마)
- 독신 (드라마)
- 독신 귀족
- 동경 이야기
- 동물병원 선생님

## 두
- 두부 프로레슬링
- 뒤돌아보면 녀석이 있다

## 드
- 드래곤 사쿠라
- 드래곤 청년단

## 디
- 디어 시스터

## ㄸ
- 때리는 여자